# کینگزمن (مجموعه‌فیلم)
کینگزمن یک فرنچایز چند رسانه ای بریتانیایی-آمریکایی شامل حال کمیک، بازی‌های ویدئویی و فیلم است که در انتشارات مارول کامیکس منتشر شده‌است.
کینگزمن: سرویس مخفی، به کارگردانی متی وان و همکاری نویسنده جین گولدمن در فوریه ۲۰۱۵ منتشر شد. ستاره‌های فیلم شامل کالین فرث، ترون اگرتون، مایکل کین، ساموئل ال. جکسون، مارک استرانگ، سوفی کوکسون، سوفی بوتلا، جک دونپورت و مارک همیل است. دنباله ای از این فیلم، به عنوان «محفل طلایی» در سپتامبر ۲۰۱۷ منتشر شد.

## فیلم ها
| فیلم                | تاریخ انتشار                  | کارگردان     | نویسندگان               | داستان از           | تهیه کنندگان                                    | وضعیت        |
| سه گانه اصلی        | سه گانه اصلی                  | سه گانه اصلی | سه گانه اصلی            | سه گانه اصلی        | سه گانه اصلی                                    | سه گانه اصلی |
| ------------------- | ----------------------------- | ------------ | ----------------------- | ------------------- | ----------------------------------------------- | ------------ |
| کینگزمن: سرویس مخفی | 29 ژانویه 2015 (بریتانیا)     | متیو وان     | جین گلدن و متیو وان     | جین گلدن و متیو وان | دیوید رید، آدام بوهیلینگ و متیو وان             | منتشر شده    |
| کینگزمن: محفل طلایی | 20 سپتامبر 2017 (بریتانیا     | متیو وان     | جین گلدن و متیو وان     | جین گلدن و متیو وان | دیوید رید، آدام بوهیلینگ و متیو وان             | منتشر شده    |
| کینگزمن: خونِ آبی    | نامشخص                        | متیو وان     | نامشخص                  | جین گلدن و متیو وان | دیوید رید، آدام بوهیلینگ و متیو وان             | پیش تولید    |
| فیلم های پیش درآمد  |                               |              |                         |                     |                                                 |              |
| کینگزمن             | 22 دسامبر 2021 (ایالات متحده) | متیو وان     | کارل گایدوسک و متیو وان | متیو وان            | دیوید رید، آدام بوهیلینگ و متیو وان             | منتشر شده    |
| کینگزمن: شاه خائن   | نامشخص                        | متیو وان     | نامشخص                  | متیو وان            | متیو وان                                        | پیش تولید    |
| فیلم های اسپین آف   |                               |              |                         |                     |                                                 |              |
| آرگایل              | 2 فوریه 2024 (ایالات متحده)   | متیو وان     | جیسون فوکس              | متیو وان            | دیوید رید، آدام بوهیلینگ، متیو وان و جیسون فوکس | منتشر شده    |

## تلویزیون

### استیسمن (نامشخص)
در دسامبر 2021، وان اعلام کرد کرد که یک مجموعه تلویزیونی با محوریت سازمان مامور مخفی آمریکایی فرنچایز به نام استیسمن در حال توسعه است. چانینگ تاتوم، جف بریجز و هالی بری دوباره به نقش های مربوطه خود بر خواهند گشت.